# Zaciszek
Zaciszek – dawny folwark i leśniczówka. Tereny, na których leżały, znajdują się obecnie na Białorusi, w obwodzie witebskim, w rejonie dokszyckim, w sielsowiecie Parafianowo.

## Historia
W czasach zaborów w powiecie wilejskim w guberni wileńskiej Imperium Rosyjskiego.
W dwudziestoleciu międzywojennym folwark i leśniczówka leżay w Polsce, w województwie wileńskim, w powiecie duniłowickim, od 1926 w powiecie dziśnieńskim, w gminie Parafianów.
Według Powszechnego Spisu Ludności z 1921 roku zamieszkiwały folwark 32 osoby, 3 były wyznania rzymskokatolickiego, a 29 prawosławnego. Jednocześnie wszyscy mieszkańcy zadeklarowali białoruską przynależność narodową. Było tu 5 budynków mieszkalnych. W 1931 folwark w 9 domach zamieszkiwały 54 osoby. Leśniczówkę  zamieszkiwały 4 osoby. Był tu jeden dom.
Wierni należeli do parafii rzymskokatolickiej w Parafianowie i prawosławnej w m. Sitce Wielkie. Miejscowość podlegała pod Sąd Grodzki w Dokszycach i Okręgowy w Wilnie; właściwy urząd pocztowy mieścił się w Parafianowie.